# Celso Ranieri
Celso Ranieri (Perugia, 21 novembre 1900 – Ponte Felcino, 14 maggio 1966) è stato un generale e aviatore italiano.
Pluridecorato pilota di grande esperienza della Regia Aeronautica, partecipò alla Crociera aerea del Decennale, e in seguito si distinse durante la guerra d'Etiopia e nella guerra civile spagnola. dopo la fine della seconda guerra mondiale entrò in forza all'Aeronautica Militare Italiana, e fu per un lungo periodo direttore della Rivista Aeronautica, succedendo al generale Amedeo Mecozzi.

## Biografia
Nato a Perugia il 21 novembre 1900, si arruolò volontario nella Regia Aeronautica.  Con il grado di capitano pilota, prese parte dal 1º luglio al 12 agosto 1933 alla trasvolata atlantica "Orbetello-Chicago-New York-Roma", conosciuta come "Crociera aerea del Decennale, organizzata da Italo Balbo pe commemorare i dieci anni della Regia Aeronautica italiana. Durante il viaggio di ritorno, nei pressi di Lisbona, fu vittima di un grave incidente nel quale andò distrutto il suo SIAI-Marchetti S.55X e perì il secondo pilota tenente Enrico Squaglia, originario di Lucca. Partecipò alla Guerra d'Etiopia, distinguendosi durante le battaglie dell'Endertà o dell'Amba Aradam, del Tembien, dello Scirè, e del lago Ascianghi. Al termine delle operazioni belliche fu decorato con la Medaglia d'argento al valor militare. Con il grado di tenente colonnello, tra l'agosto e il novembre 1938 combatte durante la guerra civile spagnola, venendo decorato con una seconda Medaglia d'argento al valor militare.
Dal 3 settembre 1941 al 26 ottobre 1941, con il grado di Colonnello, fu a capo della base aerea di Cameri, in provincia di Novara sede del 7º Stormo.
Dopo la fine della guerra fu per diversi anni fu il direttore del periodico "Rivista Aeronautica", edito dallo Stato Maggiore dell'Aeronautica Militare.
Il 27 dicembre 1962, su proposta della Presidenza del Consiglio dei ministri, è stato insignito della medaglia quale Grande Ufficiale dell'Ordine al Merito della Repubblica Italiana.
Si spense nel maggio 1966, e per onorarne la memoria la sua città natale gli ha intitolato una via, così come il comune di Ponte Felcino.

## Opere
- Mirafiori e l'aviazione torinese, estratto dalla Rivista Aeronautica n.6, Roma, 1964.